# Coyecques
Coyecques ist eine französische Gemeinde mit 598 Einwohnern (Stand 1. Januar 2022) im Département Pas-de-Calais in der Region Hauts-de-France. Sie gehört zum Arrondissement Saint-Omer und zum Kanton Fruges.

## Lage
Die Gemeinde Coyecques liegt an der oberen Leie (Lys) im Artois, 20 Kilometer südlich von Saint-Omer. Nachbargemeinden von Coyecques sind Dohem im Nordwesten und Norden, Delettes im Nordosten, Bomy im Südosten, Reclinghem im Süden, Dennebrœucq im Südwesten sowie Audincthun im Westen. Im Osten der Gemeinde stehen sechs Windkraftanlagen.

## Bevölkerungsentwicklung
| Jahr                       | 1962 | 1968 | 1975 | 1982 | 1990 | 1999 | 2006 | 2012 | 2022 |
| Einwohner                  | 555  | 568  | 540  | 544  | 551  | 562  | 578  | 580  | 598  |
| Quellen: Cassini und INSEE |      |      |      |      |      |      |      |      |      |

## Sehenswürdigkeiten
- Kirche Saint-Pierre-ès-Liens aus dem 17. Jahrhundert
- Kapelle Notre-Dame-des-Affligés
- Oratorium Notre-Dame-de-la-Délivrance
- Oratorium Notre-Dame-de-Bon-Secours
- Wassermühle

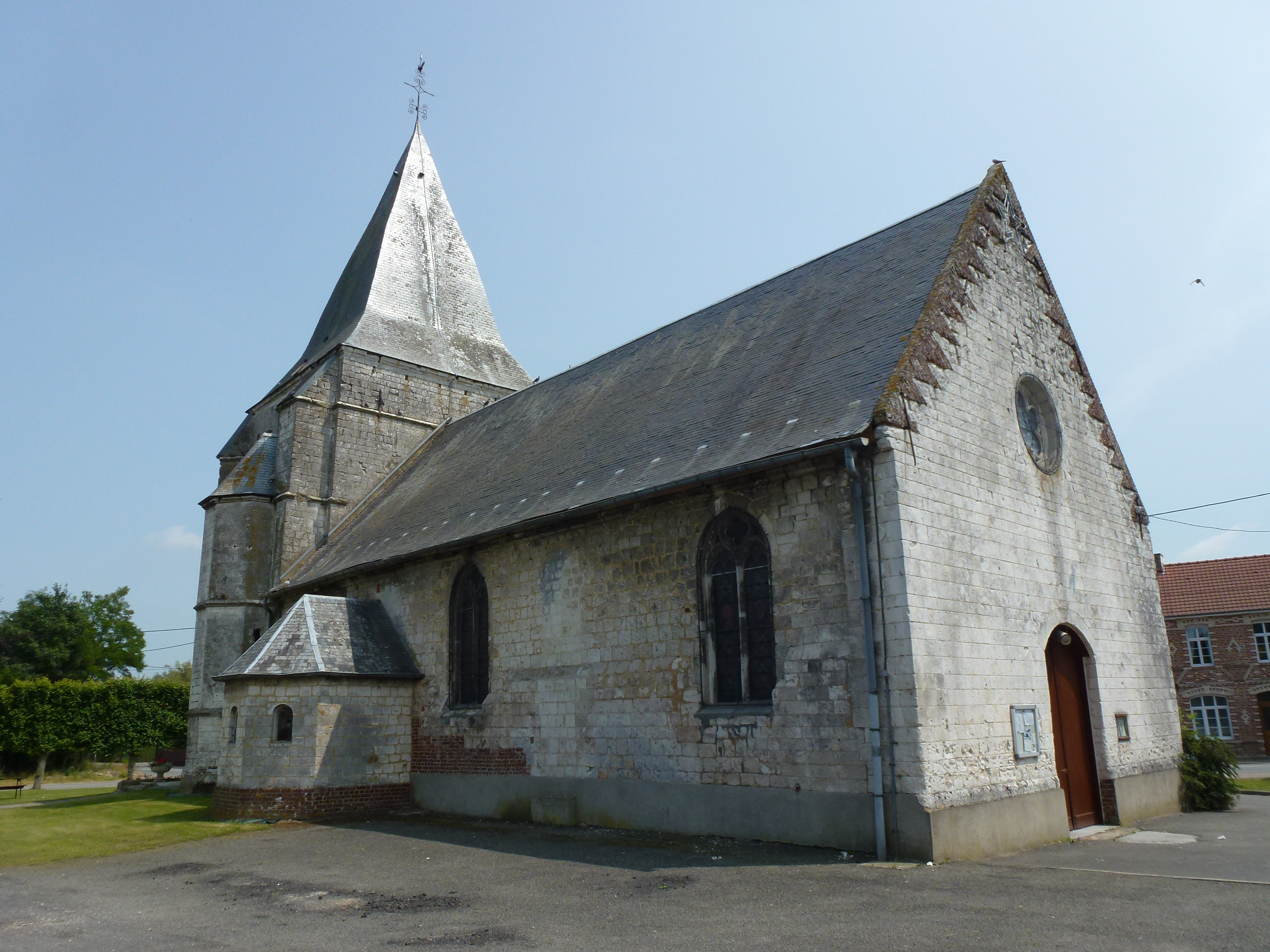
Kirche Saint-Pierre-ès-Liens
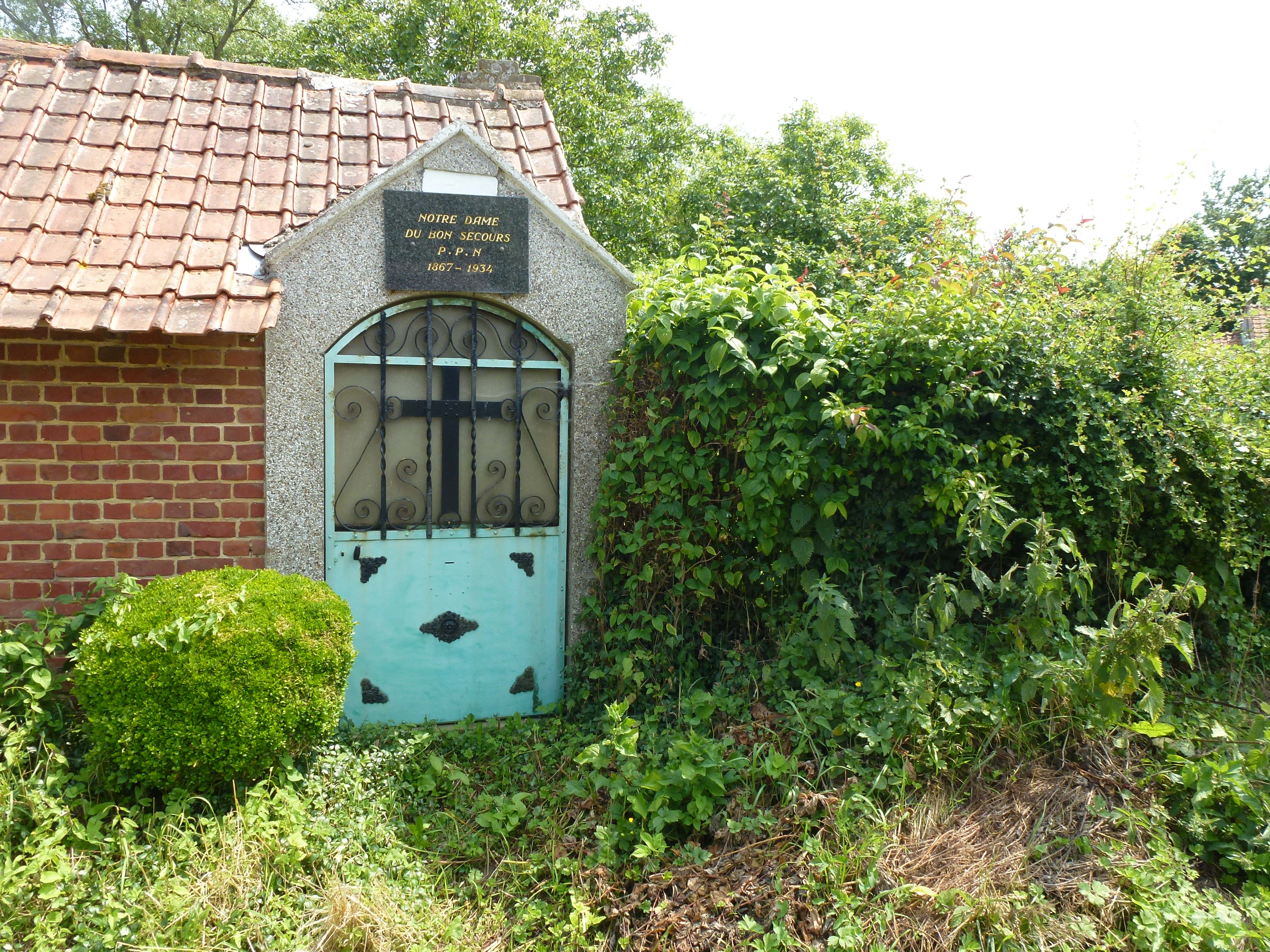
Oratorium Notre-Dame-de-Bon-Secours
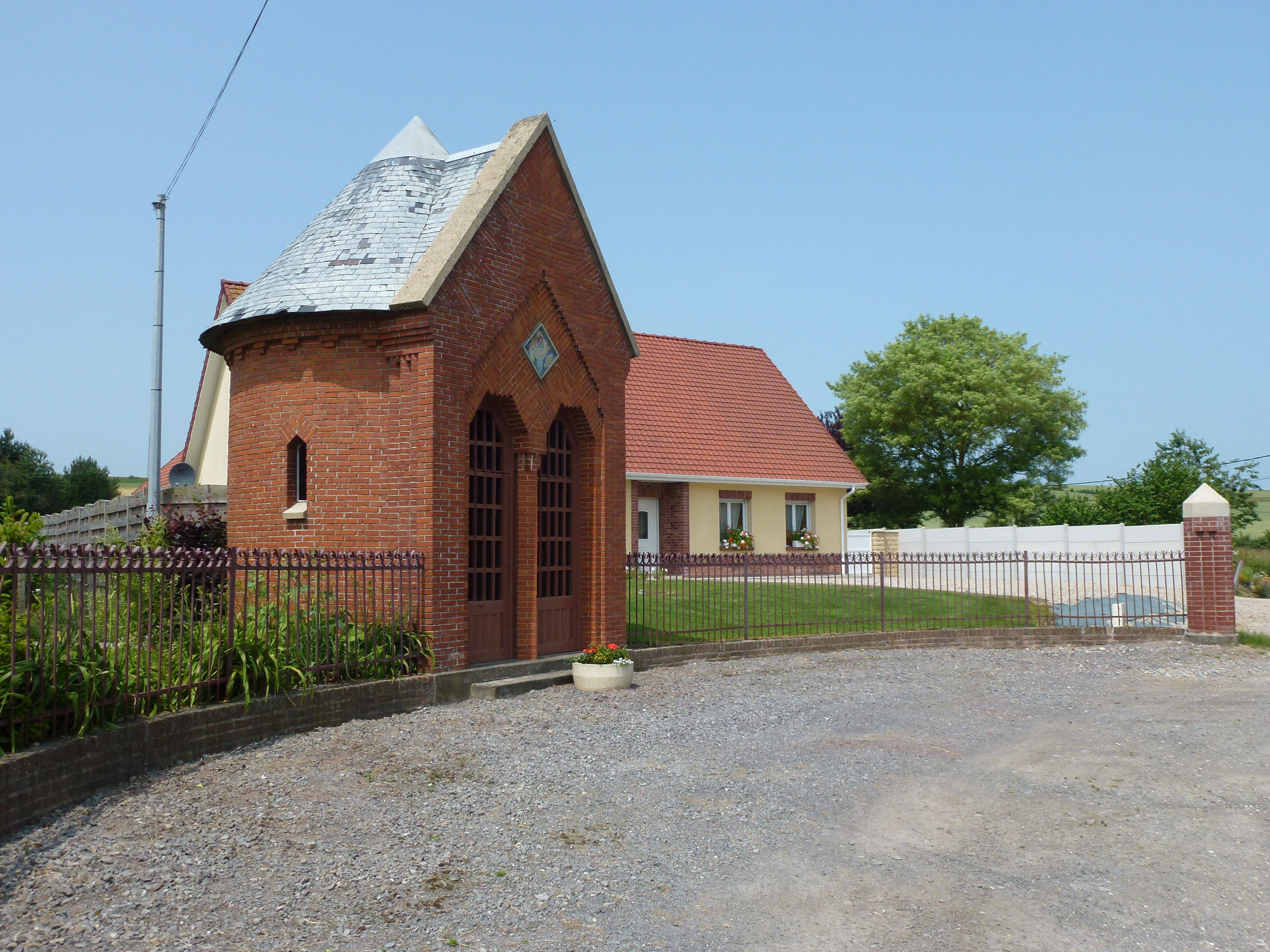
Oratorium Notre-Dame-de-la-Délivrance
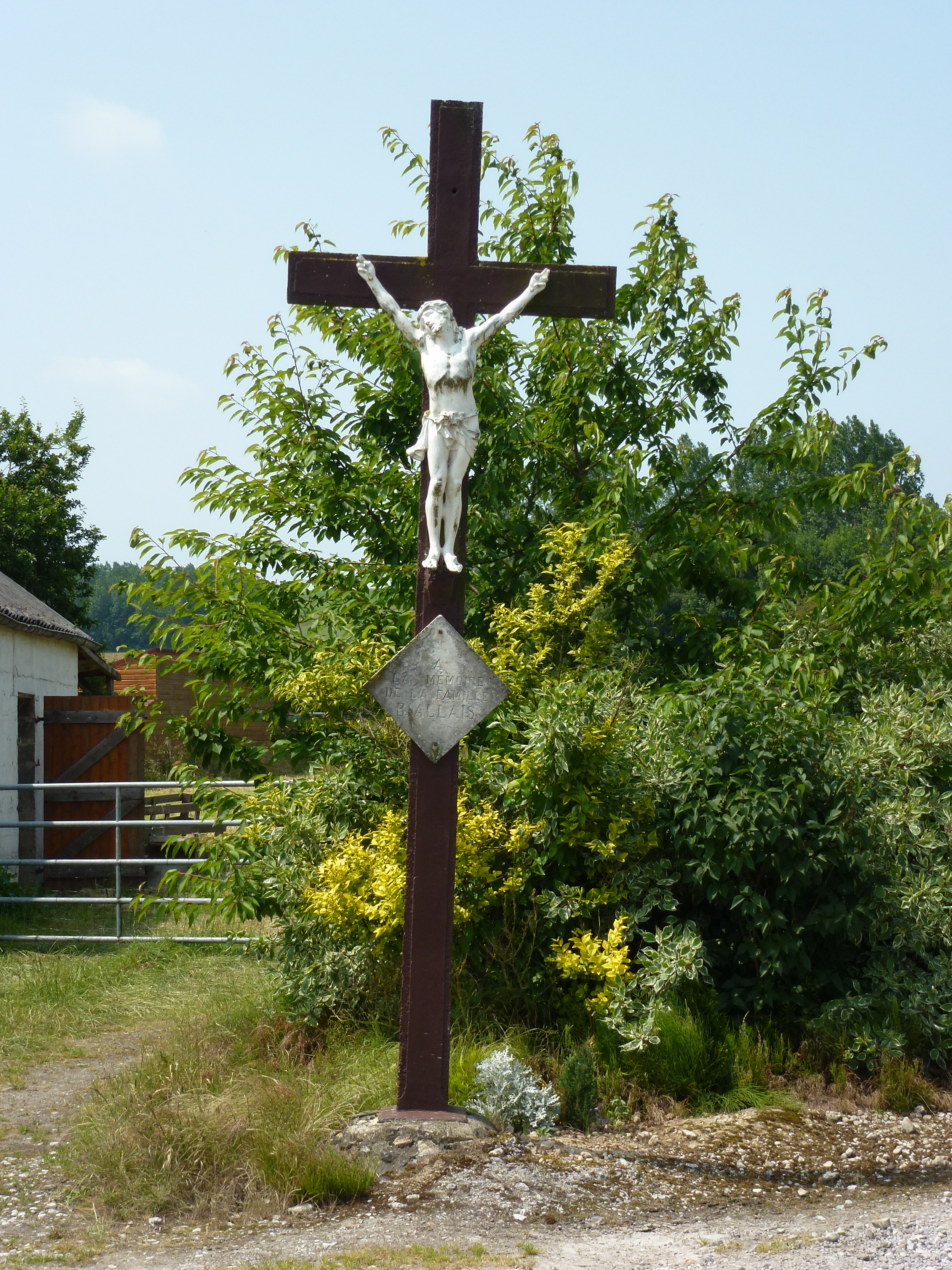
Wegkreuz
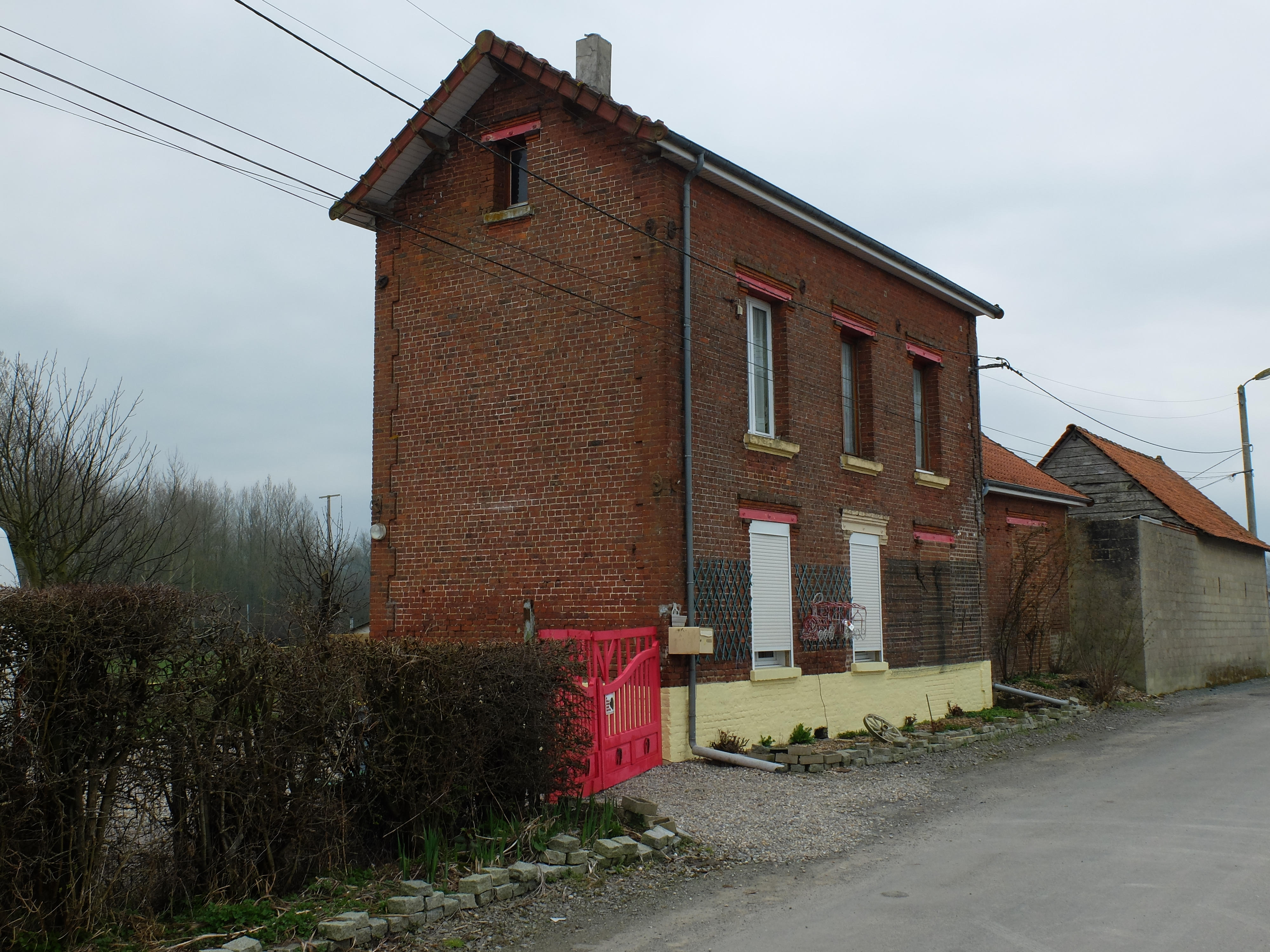
Ehemaliger Bahnhof
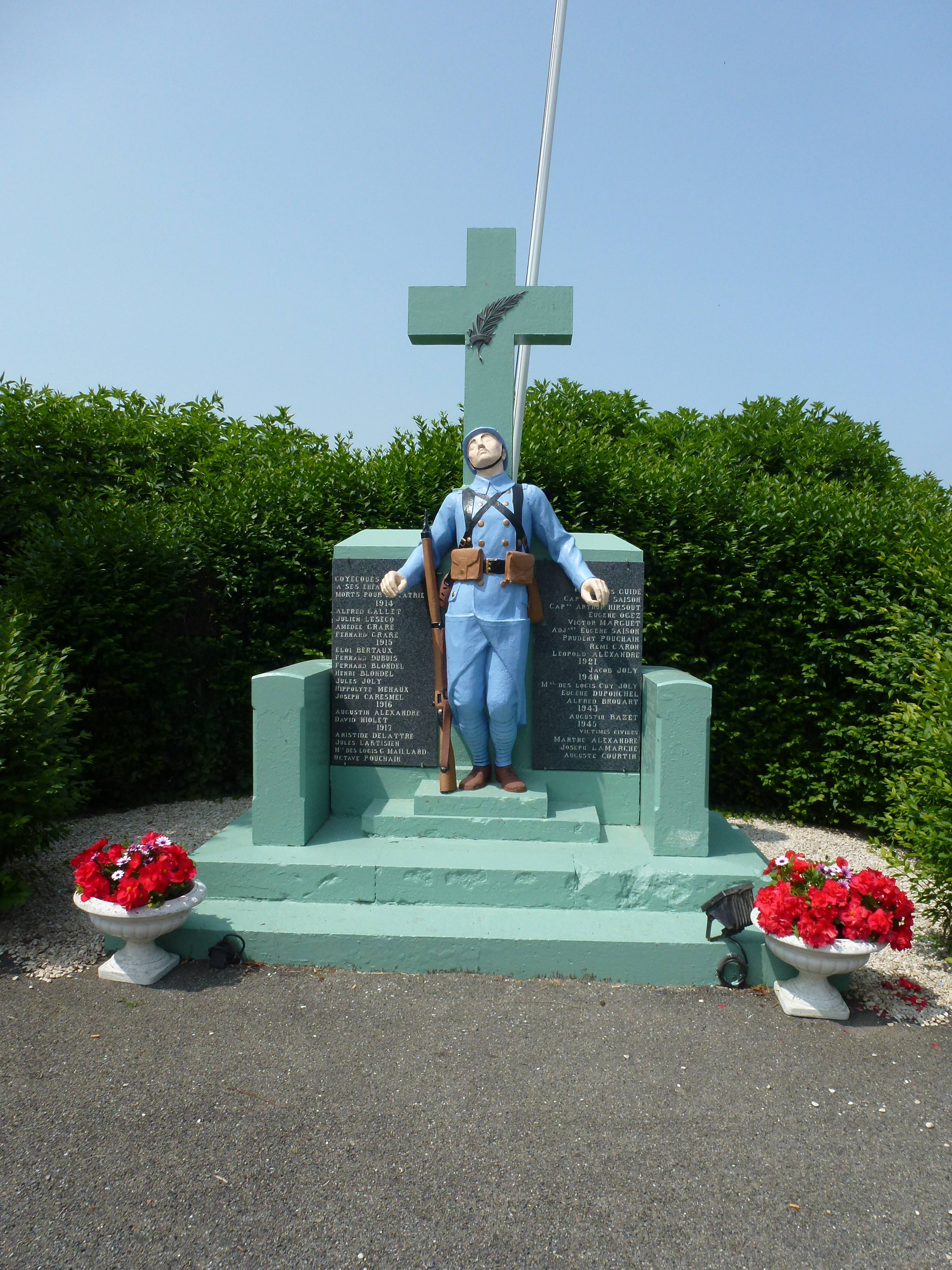
Gefallenendenkmal